# Hannibal Gaskin
Hannibal Gaskin, född 30 augusti 1997, är en guyansk simmare.
Gaskin tävlade för Guyana vid olympiska sommarspelen 2016 i Rio de Janeiro, där han blev utslagen i försöksheatet på 100 meter fjärilsim.